# Doctor V64
 (décembre 2016).
Si vous disposez d'ouvrages ou d'articles de référence ou si vous connaissez des sites web de qualité traitant du thème abordé ici, merci de compléter l'article en donnant les références utiles à sa vérifiabilité et en les liant à la section « Notes et références ».

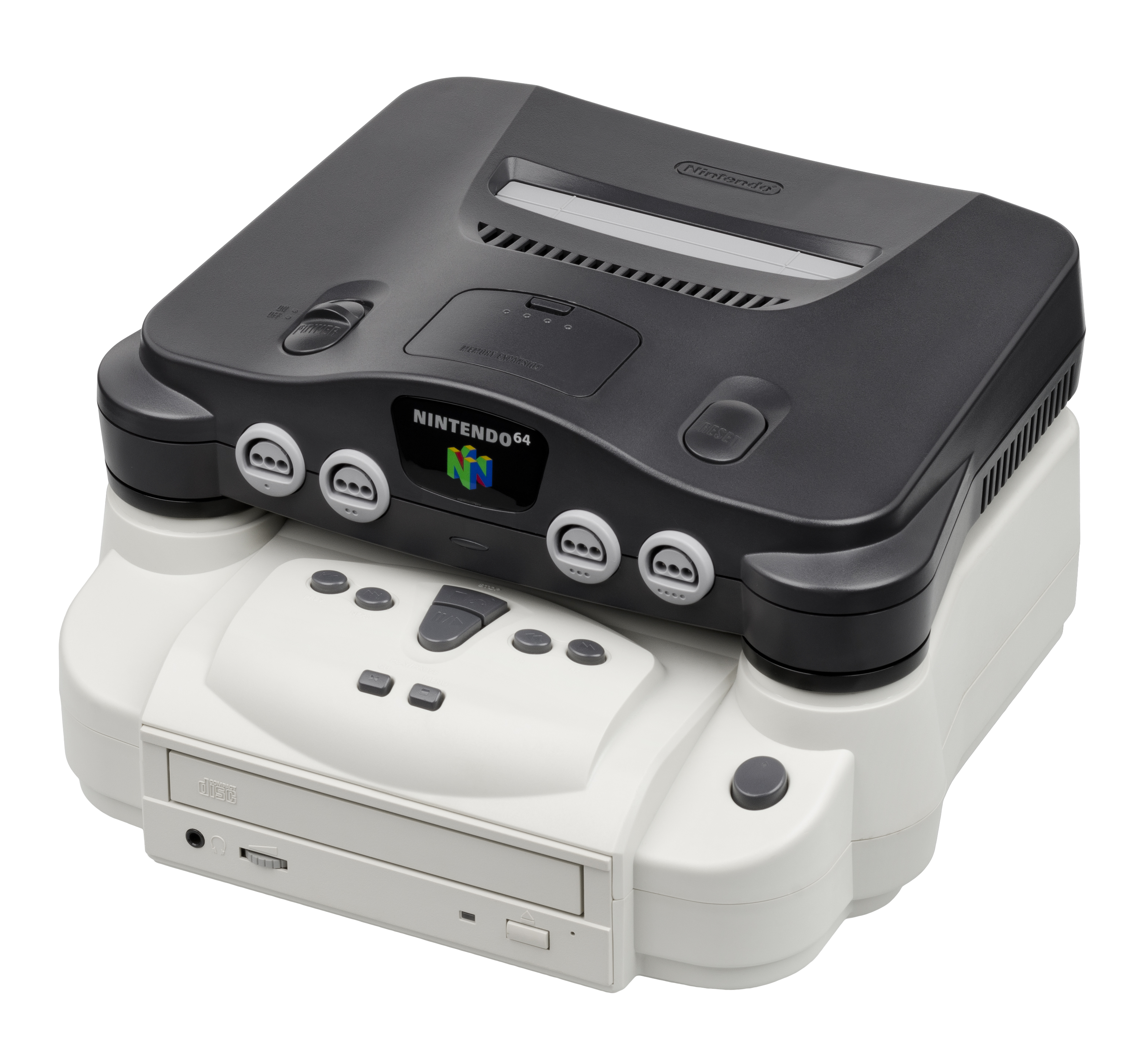
Le Doctor V64 attaché à une console.

Le Doctor V64 (également appelé V64) est un dispositif de développement et de sauvegarde fabriqué par Bung Enterprises Ltd. Il est utilisé conjointement avec la Nintendo 64. 
Le Doctor V64 possède également une capacité qui permet de lire des CD vidéo et audio. Il possède aussi une option qui permet d'appliquer des effets 3D stéréo à l'audio.

## Histoire
Le Doctor V64 est sorti uniquement aux États-Unis en 1996 et il coûtait aux alentours de 450 $. Beaucoup de développeurs tiers ont utilisé le V64 au lieu du kit de développement PC64, vendu par Nintendo ; le V64 a été considéré comme étant une alternative fort intéressante et peu coûteuse par rapport au kit de développement PC64, fabriqué par Silicon Graphics à cette époque. Le processeur du V64 est une puce 6502 (le processeur de Nintendo Entertainment System) ; le système d'exploitation est stocké dans la puce BIOS. Il est fort probable que la société Bung a réutilisé la plupart de leur conception des fausses consoles NES dans leur dispositif.
L'unité Doctor V64 contient un lecteur de CD-ROM qui se trouve en dessous de la console Nintendo 64 et il se branche sur l'emplacement d'extension en dessous de la console. L'emplacement d'extension est essentiellement une image miroir de la fente de cartouche au dessus de l'unité, il possède toutefois les mêmes connexions annexes de la console Nintendo 64.
L'utilisation du dispositif possède deux problèmes :
1. le démarrage d'un jeu ;
2. l'enregistrement d'un jeu.

Afin de contourner ces deux problèmes, le dispositif possède une puce qui lui permet de verrouiller la console Nintendo 64. Pour utiliser ce dispositif, vous devez mettre la cartouche sur la fente de la console. Une fois terminé, un adaptateur va relier la puce de verrouillage. La cartouche du jeu, utilisée pour l'opération, devait contenir la même puce de verrouillage afin d'utiliser la sauvegarde du jeu. Le second problème concernait l'enregistrement des progressions. La plupart des jeux de la Nintendo 64 ont été sauvegardés sur la cartouche au lieu d'utiliser les cartes mémoires externes. Si le joueur voulait garder sa progression, il avait besoin d'une carte mémoire externe.
Après le succès du Doctor V64, la société a sorti une nouvelle dispositive, nommée le Doctor V64 Jr., en décembre 1998. Il s'agissait d'une version condensée rentable du dispositif original, le Doctor V64. Le Doctor V64 Jr. ne possédait pas de lecteur de CD et il était branché dans la fente de la cartouche normale au dessus de la Nintendo 64. Les données ont été chargées dans la mémoire vive du dispositif Doctor V64 Jr. via un PC, possédant une connexion au port parallèle. Le Doctor V64 Jr. possédait une mémoire de stockage de 512 mégabits (64 Mo). Au moment que les cartouches étaient prévues sur la console Nintendo 64, le dispositif possédait une mémoire de stockage plus grande. Les coûts élevés prohibitifs associés à la commande des grandes cartouches de stockage ont permis de maintenir cet évènement au minimum. Seulement une poignée de jeu de 512 mégabits ont été lancés pour le système Nintendo 64.
Durant la fin de vie de la console Nintendo 64, Nintendo a fait une révision du modèle en lui ajoutant une série de port plus petite. Cette légère modification du boîtier en plastique de la console Nintendo 64 a rendu une connexion plus difficile du dispositif Doctor V64. Cette révision peut être une réaction directe de Nintendo afin de décourager les fabricants de périphériques. Il a également expliqué pourquoi la société Bung a décidé de laisser tomber l'utilisation de ce port dans les modèles de V64Jr plus tard.
Le V64 peut être utilisé pour lire les données d'une cartouche et aussi de transférer les données vers un PC en utilisant le port parallèle. Cela a permis aux développeur et aux programmeurs d'homebrew de télécharger leurs images de jeu dans le dispositif V64, sans avoir à créer une sauvegarde du CD. il a permis aussi aux utilisateurs de télécharger des images de jeu prises sur Internet.